# Meoneura moravica
Meoneura moravica är en tvåvingeart som beskrevs av František Gregor Jr och Papp 1981. Meoneura moravica ingår i släktet Meoneura och familjen kadaverflugor. Inga underarter finns listade i Catalogue of Life.